# Simon Templar
Simon Templar es un personaje de ficción británico, creado por Leslie Charteris y conocido como El Santo. Apareció en una larga serie de libros desde 1928 hasta 1963. Desde esa fecha varios autores colaboraron con Charteris hasta 1983, posteriormente aparecieron otras dos publicaciones sin la colaboración de Charteris en 1997. El personaje también ha aparecido en novelas gráficas, películas, tres series de televisión, tiras cómicas y dramas de radio.

## Descripción general
Simon Templar es un ladrón, conocido como "El Santo" debido a que, en su idioma original, sus iniciales coinciden con la abreviatura de santo (ST - St.) y porque sus hazañas heroicas salvan lo que de otra forma sería una reputación nefasta. 
Templar usa varios alias, recurriendo a menudo a las iniciales ST tales como "Sebastián Tumbas". Con un desarrollado sentido del humor, hace con frecuencia comentarios cómicos e irónicos, y deja una "tarjeta de presentación" en sus escenas del crimen, una figura antropoide formada con líneas básicas y un halo, esta figura aparece como el logotipo de los libros y la serie de televisión de la década de 1960. 
Los libros hacen alusión a la posibilidad de que Templar hubiese comenzado su carrera como criminal y sugeriesen que desarrolló las habilidades de un ladrón. Su origen sigue siendo un misterio, pero en los libros sus ingresos proviene de los bolsillos de los "impíos" (un término que usa para definir a quienes viven con un código moral menor que el suyo). Hay referencias a una "tasa de diez por ciento de colecta" para cubrir los gastos cuando extrae grandes cantidades de las víctimas, el resto se devuelve a los propietarios, a la caridad, compartida entre los colegas de Templar, o alguna combinación de esas posibilidades. Templar incluye entre sus objetivos a políticos corruptos, a quienes viven de la guerra, y otros del bajo mundo. Robin Hood parece una inspiración para el personaje; en las historias a menudo se promueve como "El Robin Hood moderno de la delincuencia", y esta frase para describirlo aparece en varias historias. 
El Santo tiene un lado oscuro, está dispuesto a arruinar la vida de los "impíos", e incluso matarlos, si siente que más vidas inocentes se pueden salvar. En los primeros libros, Templar se refiere a estas acciones como asesinato, aunque él considera que sus actos son justos y justificados, una opinión generalmente compartida por sus socios y colegas. Varios aventuras se centran en su intención de matar (por ejemplo, "Arizona" en El Santo va al Oeste, se une al Santo para matar a un científico nazi). 
En las historias de 1928 hasta principios de la década de 1930, El Santo lucha contra traficantes de armas europeos, narcotraficantes, y tratantes de blancas, mientras mantiene base en Londres. Durante la primera mitad de la década de 1940, Charteris coloca a Templar como aliado del gobierno americano en la lucha contra intereses nazi en los EE. UU. durante la Segunda Guerra Mundial. Si bien la primera de estas novelas, El Santo en Miami, Templar quiere hacer tropezar intereses nazi, desde la novela Arizona, Templar mantiene su propia la guerra contra Alemania. En The Saint Steps In se revela que Templar está operando en nombre de un misterioso individuo conocido como Hamilton, que aparece de nuevo en el libro de la era de la Segunda Guerra Mundial, The Saint on Guard. Los temas de libros posteriores tratan sobre juegos de confianza, asesinatos misteriosos, el espionaje en tiempo de guerra, y colocan a Templar como un aventurero global. 
El Santo tiene muchos socios, aunque ninguno ha perdurado durante toda la serie. Para la primera mitad, hasta fines de la década de 1940, la más recurrente es Patricia Holm, su novia, que se introdujo en la primera historia, la novela 1928 Meet - The Tiger! en la que se muestra capaz un aventurero. Holm apareció de manera irregular en toda la serie, a veces desaparecía completamente de la trama en algunos libros. Templar y Holm vivían juntos en un momento en que las relaciones de derecho común eran poco frecuentes y, en algunos casos, ilegales. Ellos tenían una relación abierta, y se muestra a Templar coquetear con otras mujeres de vez en cuando. Sin embargo, su corazón sigue siendo fiel a Holm en los primeros libros, incluso considerando el matrimonio en la novela The Melancholy Journey of Mr. Teal, hasta que Holm manifiesta no tener ningún interés (otra actitud progresista para la época). El personaje de Holm desapareció a finales de la década de 1940 (aunque según el sitio web Saintly Bible, Charteris escribió una historia para cine en la que El Santo se encuentra con un hijo que tuvo con Holm). 
Otro personaje recurrente, es el Inspector de Scotland Yard, Claud Eustace Teal, que usualmente intenta poner al Santo tras las rejas, aunque en algunos libros trabajan en asociación. En El Santo en New York, el homólogo americano de Teal, es el inspector de policía John Henry Fernack, fue presentado, y se convertiría, al igual que Teal, en una especie de Inspector Lestrade (personaje de los libros de Sherlock Holmes) y seudo-némesis en una serie de libros, en particular en las historias con sede en América durante la Segunda Guerra Mundial de la década de 1940.
El Santo tenía una banda de compatriotas, incluidos Roger Conway, Norman Kent, Archie Sheridan, Richard "Dicky" Tremayne, Peter Quentin, Monty Hayward, y su valet, un exmilitar de nombre Orace. En historias posteriores, el taimado y pero fiable, rufián americano Hoppy Uniatz estaba de parte de Templar. De los compañeros del Santo, sólo Norman Kent fue asesinado durante una aventura (quién se sacrifica a sí mismo para salvar a Templar en la novela The Last Hero); los demás hombres se presume que se han establecido y se han casado en historias posteriores.
Charteris dio a Templar intereses y peculiaridades a medida que transcurría la serie. Al principio demostró talento como poeta y compositor aficionado, a menudo para mofarse villanos, aunque en la novela The Inland Revenue se estableció que la poesía también es un pasatiempo. En una historia se reveló que escribió una novela de aventuras con un héroe de América del Sur, próximo al mismo Santo. Templar en ocasiones traspasa la cuarta pared, haciendo referencias a que forma parte de un narrativa.

## Historia de las publicaciones

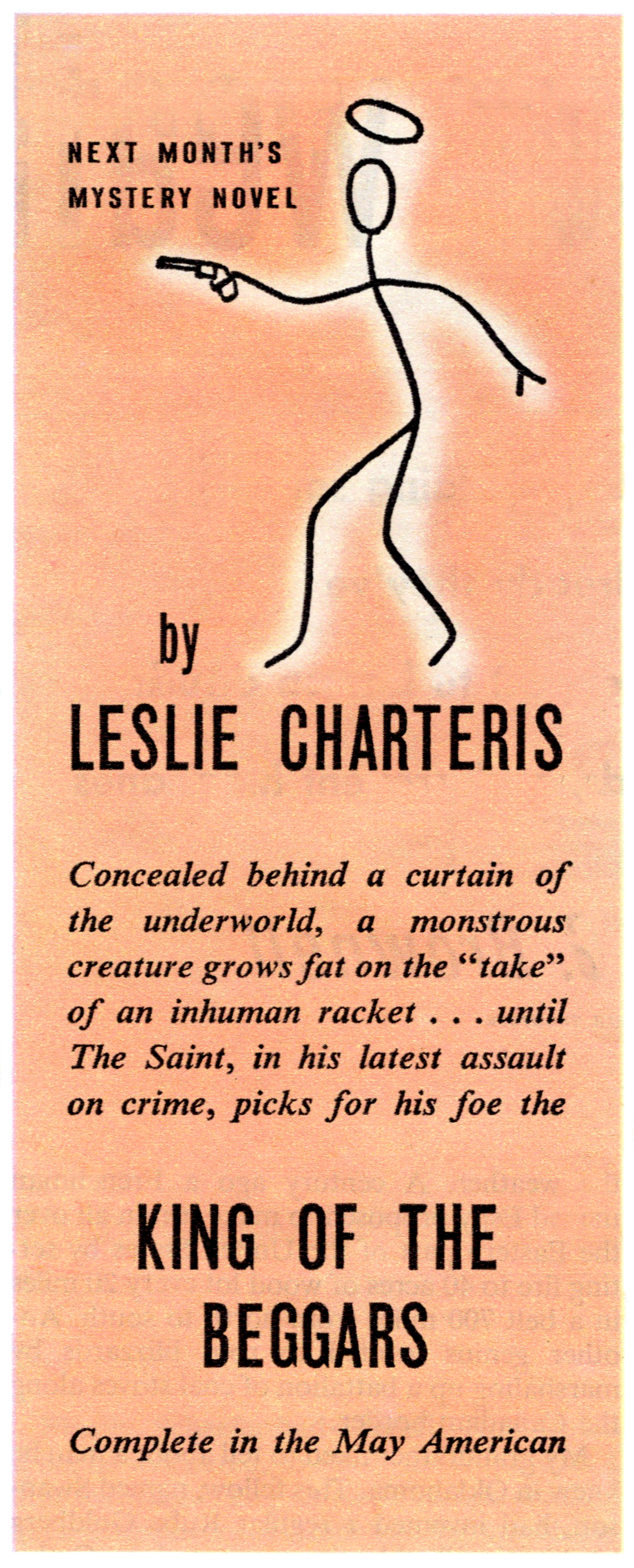
Anuncio promocional de "The King of the Beggars", una historia de Leslie Charteris protagonizada por Simon Templar

Los orígenes de El Santo se encuentran en novelas previas a la primera oficial del personaje (Meet - The Tiger!, en su título original) o en algunas posteriores pero antes que Charteris se comprometiera a desarrollar el personaje en serie. En la novela previa Daredevil, se encuentra un personaje que comparte características con El Santo, además de conducir el mismo tipo de vehículo, y que comparte sus aventuras con el Inspector Claud Eustace Teal.
Charteris escribió historias del personaje en tres formatos: novelas, novelas cortas que se presentaban en dos o tres entregas en revistas, y cuentos o historias cortas, las cuales también se presentaban en revistas. Con excepción de la primera, las novelas de Charteris solían contener frases descriptivas al inicio de cada capítulo que describen los sucesos del mismo.
Aunque las novelas y cuentos cortos de Charteris tenían más tramas del thriller convencional que sus historias cortas, las mismas son igualmente admiradas. Como en el pasado, el atractivo reside en la vitalidad del personaje, un héroe que puede entrar en una pelea y salir con el cabello peinado, y que, ante la muerte, enciende un cigarrillo y burla a su enemigo con su frase de firma, "Como le dijo la actriz al obispo..."
El período de los libros comienza en la década de 1920 y continúa hasta década de 1970 mientras los 50 libros siguen su curso (el carácter decente de ser eterna). A principios de los libros la mayoría de las actividades son ilegales, aunque dirigida a los villanos. En libros posteriores, estas tramas disminuyen. En los libros escritos durante la Segunda Guerra Mundial, el Santo fue contratado por el gobierno para ayudar a rastrear espías y similares en trabajo encubierto. Posteriormente se convierte en un guerrero contra el comunismo. La calidad de la escritura también cambia; inicialmente el personaje tienen una frescura que se sustituye por cinismo en obras posteriores. Charteris comenzó jubilarse de la escritura después de 1963 (The Saint in the Sun) El próximo libro en llevar el nombre de Charteris, La Vendetta del Santo de 1964, fue escrito por el autor de ciencia ficción Harry Harrison, que había trabajado en los cómics del Santo, después de lo cual Charteris editó y revisó el manuscrito. Entre 1964 y 1983 se publicaron otros 14 libros del Santo acreditados a Charteris pero escrito por otros. Estos colaboradores eran acreditados a veces en la primera página del libro y en ocasiones en la portada. Entre el equipo de colaboradores que trabajó en conjunto con Charteris se encuentra Fleming Lee, quien escribió adaptaciones para televisión y colaboró directamente con Charteris en dos novelas The Saint in Pursuit (basada en una historia para tiras cómicas) y The Saint and the People Importers.
El último de los libros del Santo en la línea de Meet - The Tiger! fue Salvage for the Saint, publicado en 1983. Charteris murió en 1993. Otras dos novelas del Santo aparecieron simultáneas a la película The Saint de 1997 protagonizada por Val Kilmer: una novelización de la película (que tenía poca conexión con las historias de Charteris), y Capture the Saint, una más fiel trabajo publicado por The Saint Club, creado por Charteris en 1936. Ambos libros fueron escritos por el historiador del personaje Burl Barer, que a principios de la década de 1990 publicó una historia del personaje en los libros, la radio y la televisión. 
Charteris escribió 14 novelas entre 1928 y 1971 (los dos últimos coescritos), 34 novelas y 95 cuentos cortos presentando a Simon Templar. Entre 1963 y 1997, 7 novelas y 14 novelas cortas adicionales fueron escritas por otros.

## El Santo en los medios
Desde 1940 se realizaron varios seriales para radio del personaje tanto en Inglaterra como en Estados Unidos, en 1945 tanto NBC como CBS tuvieron al aire al personaje interpretado por Edgar Barrier y Brian Aherne respectivamente. La serie más larga para radio fue interpretada por Vincent Price entre 1947 y 1951. 
En 1938 Charteris comenzó una larga relación con Hollywood, El Santo en New York fue llevada a cine en 1938 siendo un éxito y continuada por 8 filmes posteriormente en los próximos 15 años.
En la década de 1960, Roger Moore encarnó el papel para una larga y exitosa serie para televisión, esta serie se transmitió desde 1962 hasta 1969, en la actualidad Moore es aún considerado como el actor más identificable con el personaje. El Regreso del Santo fue transmitida por la CBS entre 1978 y 1979. 
En 1997 Val Kilmer intrepreto a Simon Templar en la película The Saint.
En 2007, TNT anunció la producción de una nueva serie. James Purefoy fue anunciado como el nuevo Simon Templar. Sin embargo aún la producción permaneció en desarrollo esperando la presentación del un film piloto para el verano de 2009, que no se llevó a cabo.
Lista de películas de El Santo y actores que interpretaron el personaje:
- The Saint in New York (1938 - Louis Hayward)
- The Saint Strikes Back (1939 - George Sanders)
- The Saint in London (1939 - Sanders)
- The Saint's Double Trouble (1940 - Sanders)
- The Saint Takes Over (1940 - Sanders)
- The Saint in Palm Springs (1941 - Sanders)
- The Saint's Vacation (1941 - Hugh Sinclair)
- The Saint Meets the Tiger (1943 - Sinclair)
- The Saint's Girl Friday (1954 - Hayward)
- Le Saint mène la danse (1960 - Félix Marten)
- Le Saint prend l'affut (1966 - Jean Marais)
- The Fiction Makers (1968 - Roger Moore) - editado de episodios de la serie original.
- Vendetta for the Saint (1969 - Moore) - editado de episodios de la serie original.
- The Saint and the Brave Goose (1979 para TV - Ian Ogilvy) - editado de episodios de El regreso del Santo.
- The Saint in Manhattan (1987 para TV - Andrew Clarke)
- The Saint (1997 - Val Kilmer)
- Winter for the Saint (2006 film corto - Kevin Lucero Less)

Tres de los actores que han interpretado a Templar; Roger Moore, Ian Ogilvy, y Simon Dutton, han sido nombrados vicepresidentes de "The Saint Club" fundado por Leslie Charteris en 1936.